# Wurmannsquick

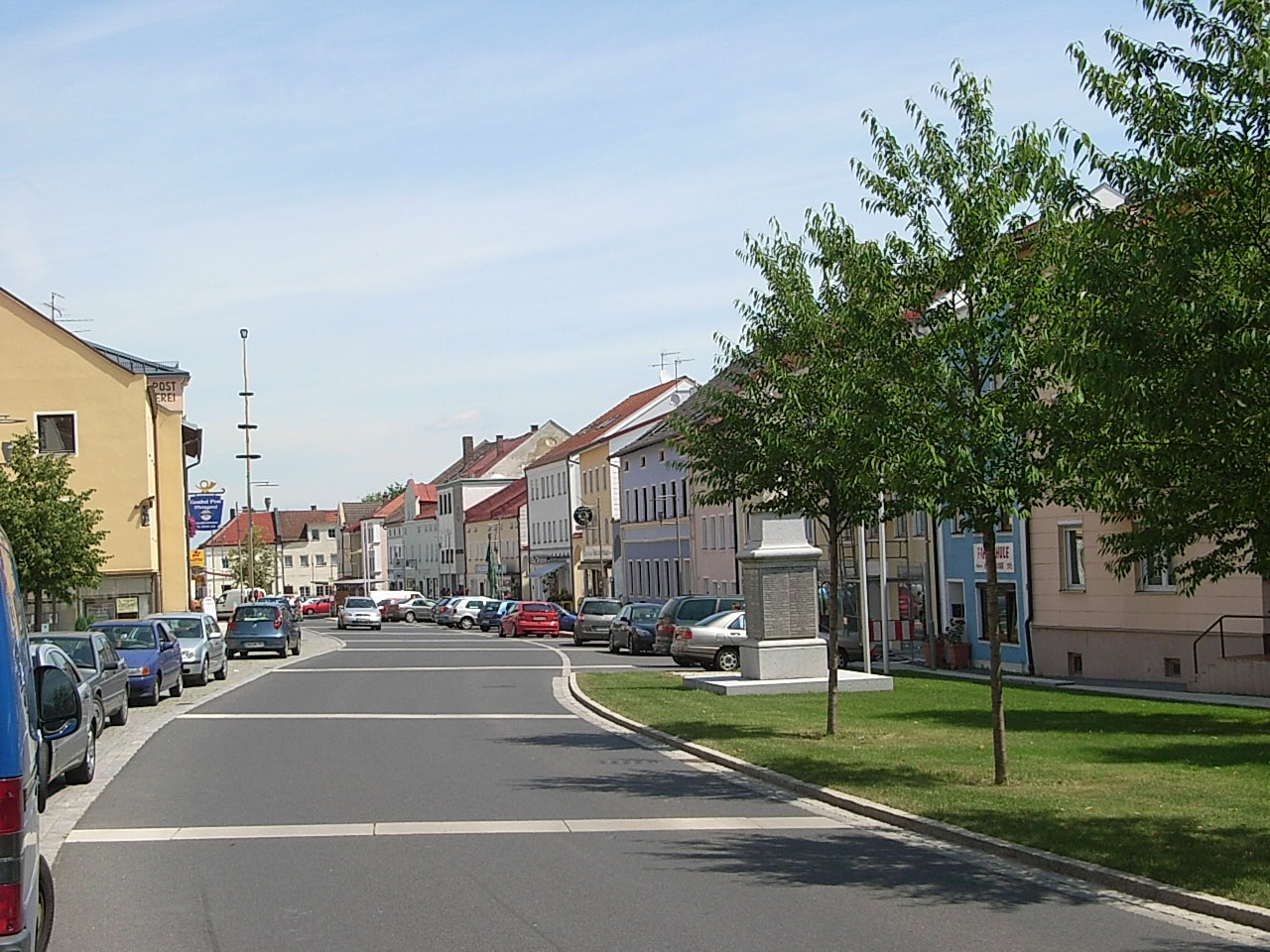
Der Marktplatz

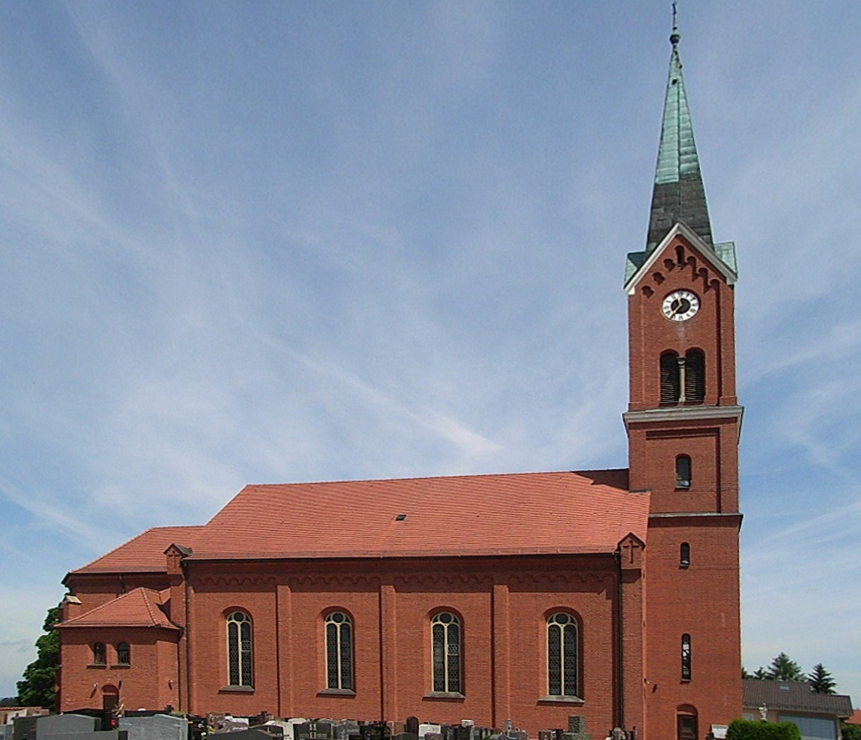
Die Pfarrkirche St. Andreas

Wurmannsquick ist ein Markt im niederbayerischen Landkreis Rottal-Inn.

## Geografie

### Geografische Lage
Wurmannsquick liegt in der Region Landshut inmitten typisch niederbayerischer Hügellandschaft etwa 6 km südlich von Eggenfelden, 20 km nördlich von Altötting, 25 km nordwestlich von Simbach und 19 km von der Kreisstadt Pfarrkirchen entfernt. Der Markt Wurmannsquick befindet sich direkt an der B 20 sowie sechs Kilometer vom nächstgelegenen Bahnhof Eggenfelden an der Bahnstrecke Passau–Neumarkt-Sankt Veit entfernt.

### Gemeindegliederung
Es gibt 93 Gemeindeteile:
- Aicha
- Angerstorf
- Bachham
- Baumgarten
- Bemberg
- Berg
- Brandstetten
- Deimel
- Demmelhub
- Denharten
- Dersch
- Dirnaich
- Ebner
- Ed
- Edstall
- Egelsberg
- Eglsee
- Eheberg
- Einberg
- Einöd
- Endach
- Etzenberg
- Etzhäusl
- Freiling
- Frotzenberg
- Grafing
- Grasensee
- Greinhof
- Grinzing
- Grünthal
- Grünwimm
- Guggenberg
- Hagen
- Haid
- Handlöd
- Heckenschneid
- Hennthal
- Hickerstall
- Hinterholzen
- Hinterloh
- Hirschhorn
- Höllbruck
- Hub
- Hubwies
- Kalteneck
- Kamberg
- Karrer am Holz
- Kreuzhäusl
- Kronwitten
- Kronwitten am Holz
- Kühstetten
- Lacken
- Laimbichl
- Langeneck
- Leiten
- Lohbruck
- Maier am Berg
- Maier am Holz
- Martinskirchen
- Meiln
- Nicklhub
- Oberleitenbach
- Oberöd
- Oberwidmais
- Ponzaun
- Pucking
- Putting
- Reit
- Rigl
- Rogglfing
- Roßhub
- Rottengrub
- Saghub
- Schachten
- Scherrwies
- Schickenhof
- Schicklhub
- Schilling
- Schmelling
- Steinbach
- Straß
- Straßhäuser
- Triefling
- Türkenbach
- Unteröd
- Unterwidmais
- Vorderloh
- Vorleiten
- Wolfersberg
- Wurmannsquick
- Zaining
- Zeiling
- Ziegelhäuser

### Einwohnerzahlen
In der Gemeinde Wurmannsquick wohnen laut Website 3.612 Bürger, davon 190 mit Zweitwohnsitz. Sie verteilen sich wie folgt auf die einzelnen Gemeindeteile (jeweils nur Hauptwohnung):
- Wurmannsquick: 1.619 Personen
- Hirschhorn: 672 Personen
- Martinskirchen: 429 Personen
- Hickerstall: 365 Personen
- Rogglfing: 354 Personen
- Langeneck: 189 Personen
- Lohbruck: 174 Personen

Stand: 16. März 2017

## Geschichte

### Bis zum 19. Jahrhundert
Obwohl eine frühere Besiedlung im 10. Jahrhundert vermutet wird, stammt der erste urkundliche Nachweis Purgmansgwike erst aus dem Jahre 1220. Damals war Wurmannsquick im Besitz der Wittelsbacher. Der Name ist eine Verbindung aus dem Personennamen Purgman und mittelhochdeutsch gewike (‚Wegscheide‘).
Im Jahre 1365 bekam Wurmannsquick von Herzog Stephan dem Älteren die niedere Gerichtsbarkeit und das Marktrecht verliehen. Das Recht des Wochenmarktes erhielt der Markt 1473 von Herzog Ludwig und Herzog Albrecht stattete ihn mit zwei weiteren Jahrmärkten aus. Der Ortsteil Hirschhorn wurde bereits 1165 urkundlich erwähnt und war Sitz einer Hofmark. Rogglfing war nachweislich 1190 Herrschaftssitz der Grafen von Ortenburg.
Am 3. Juni 1875 brannte der Markt fast völlig ab. Jedoch gelang den Bewohnern von Wurmannsquick in kürzester Zeit, den Markt in alter Größe und Schönheit wieder aufzubauen. Die Pfarrkirche St. Andreas wurde 1878 bis 1881 von Architekt Johann Baptist Schott erbaut.

### Eingemeindungen
Am 1. Januar 1971 wurden die Gemeinden Hickerstall und Martinskirchen eingegliedert. Am 1. Januar 1972 kamen Teile der aufgelösten Gemeinden Hirschhorn, Langeneck und Rogglfing hinzu. Am 1. Mai 1978 wurden auch Teile der ehemaligen Gemeinde Lohbruck in den Markt Wurmannsquick eingegliedert.

### Einwohnerentwicklung
Zwischen 1988 und 2018 wuchs der Markt von 3306 auf 3563 um 257 Einwohner bzw. um 7,8 %.

## Politik

### Gemeinderat
Die Gemeinderatswahlen seit 2014 erbrachten folgende Stimmenanteile und Sitzverteilungen:
| Partei/Liste                                                    | 2020  | 2020  | 2014  | 2014  |
| Partei/Liste                                                    | %     | Sitze | %     | Sitze |
| --------------------------------------------------------------- | ----- | ----- | ----- | ----- |
| Christlich-Soziale Union in Bayern (CSU)                        | 43,00 | 7     | 27,61 | 4     |
| Ländliche Wählergemeinschaft Rogglfing-Martinskirchen-Langeneck | 23,90 | 4     | 20,36 | 3     |
| Aktive Bürger/ÖDP                                               | 33,10 | 5     | 17,09 | 3     |
| Sozialdemokratische Partei Deutschlands (SPD)                   | –     | –     | 10,97 | 2     |
| Bürgerliste Gemeinde Wurmannsquick (BGW)                        | –     | –     | 12,77 | 2     |
| Wählergemeinschaft Hirschhorn                                   | –     | –     | 11,19 | 2     |

### Bürgermeister
Georg Thurmeier (CSU) ist seit Mai 2014 Erster Bürgermeister.
Seine Vorgänger waren:
- 1972–1990 Alois Renner (Freie Wähler)
- 1990–2014 Ludwig Watzinger (CSU)

## Wappen
| | Blasonierung: „In Silber ein widersehender, feuerspeiender grüner Lindwurm.“ |
| Wappenbegründung: Ein Lindwurm als falsch redendes Bild für den Namensbestandteil Wurm- (ältere Namensform: Purgmansgwike, aus dem Namen Purgman und dem Wort gewicke (mhdt. Wegscheide)) existierte bereits im Wappen auf dem ältesten Siegel (seit 1477 überliefert). Die Tingierung ist seit 1811 bekannt. Siegel und Wappen wurden verm. durch die niederbayerischen Herzöge verliehen. |                                                                              |

## Kultur und Sehenswürdigkeiten
- Neu gestalteter lang gestreckter Marktplatz
- Neuromanische Kirche St. Andreas, eine helle Wandpfeileranlage mit Ziegelmauern aus dem Jahre 1881, renoviert im Jahre 2002. Ihre Ausstattung ist barock und modern.

## Persönlichkeiten

### Ehrenbürger
- Alois Renner (†): Altbürgermeister
- Ludwig Watzinger: Altbürgermeister[11]

### Söhne und Töchter der Gemeinde
- Helmut Liebl (* 1927), Physiker
- Alois Öllinger (* 1953), Künstler
- Josef Thannhuber (1880–1920), Ordenspriester und Missionar in Brasilien
- Franz Xaver Zattler (1833–1907), Kirchenmaler, oft als der „niederbayrische Nazarener“ bezeichnet